# Lubiewo (województwo kujawsko-pomorskie)
Lubiewo (niem. 1942-1945 Lobfelde) – wieś w Polsce, położona w województwie kujawsko-pomorskim, w powiecie tucholskim, w gminie Lubiewo, na wschodnim obrzeżu Borów Tucholskich. Siedziba gminy Lubiewo.
W latach 1954–1972 wieś należała i była siedzibą władz gromady Lubiewo. W latach 1975–1998 wieś administracyjnie należała do województwa bydgoskiego.
Przez Lubiewo przebiega 18. południk długości geograficznej wschodniej.
Według Narodowego Spisu Powszechnego (III 2011 r.) liczyła 1055 mieszkańców. Jest drugą co do wielkości miejscowością gminy Lubiewo. Przy Gminnym Ośrodku Kultury (GOK) znajduje się biblioteka. W GOK-u corocznie odbywają się Wojewódzkie Przeglądy Teatrów i Obrzędu Ludowego.

## Integralne części wsi
| SIMC    | Nazwa               | Rodzaj    |
| ------- | ------------------- | --------- |
| 0090635 | Bociany             | część wsi |
| 1031899 | Kaczorowo-Strzyżyny | część wsi |
| 0090658 | Pod Dołsa           | część wsi |
| 0090664 | Pod Dury            | część wsi |
| 0090670 | Pod Lubiewice       | część wsi |
| 0090687 | Podnowiec           | część wsi |

## Historia
Od listopada 1906 r. do 28 marca 1907 r. (lub dłużej) w miejscowej szkole elementarnej odbył się strajk dzieci przeciwko nauczaniu religii w języku niemieckim. Z uczestników strajku znane są nazwiska następujących dzieci: Ciżmowski, Iwicki, Niemczyk, Mayer, Theusowie, Lubińscy, Rolbieccy. Strajk był elementem znacznie większej akcji biernego oporu wobec pruskich władz szkolnych, która na przełomie 1906 i 1907 r. objęła ponad 460 (!) szkół w prowincji Prusy Zachodnie, czyli przedrozbiorowe Pomorze Gdańskie, Powiśle, ziemię chełmińską i ziemię lubawską oraz część Krajny. Inspiracją dla strajków pomorskich były wcześniejsze działania dzieci w prowincji wielkopolskiej, ze słynnym strajkiem we Wrześni (1901) na czele.
W czasie II wojny światowej we wsi osiedlano Volksdeutschów przesiedlanych przez władze niemieckie z Besarabii. Stosunek tych ludzi do miejscowej ludności polskiej był na ogół poprawny. W 1942 roku okupanci niemieccy wprowadzili dla miejscowości nazwę Lobfelde. W roku 1945 wieś ucierpiała na skutek działań wojennych. 29 stycznia została zdobyta przez Rosjan, 1 lutego odbita przez Niemców i ostatecznie zdobyta przez Armię Czerwoną 10/11 lutego 1945 r. We wsi znajduje się parafialny kościół rzymskokatolicki pod wezwaniem św. Mikołaja, niewielki cmentarz oraz zespół szkół. Do 1945 r. przy ul. Hallera 36 znajdował się kościół ewangelicki z charakterystyczną szpiczastą wieżą, spalony w wyniku walk o wieś (II 1945 r.).
Obecny kościół powstał w stylu neoromańskim w latach 1841-1842 z głazów granitowych z użyciem cegły w obramieniu otworów i narożach. W 1861 dobudowano do niego wieżę z wieżyczkami na sygnaturkę. W połowie XX w. gruntownie odnowiony i częściowo przebudowany. Główny ołtarz w stylu neobarokowym pochodzi z drugiej połowy XIX w. Boczne ołtarze barokowe, rzeźby z XVIII w.